# La Bergère d'Ivry (film)
La Bergère d'Ivry est un court métrage muet français réalisé par Maurice Tourneur sorti en 1913.

## Fiche technique
- Réalisation : Maurice Tourneur
- Son : Muet
- Pays : France

## Distribution
- Albert Decoeur : Fauvel
- Paulette Noizeux : Hortense Fauvel
- Henry Roussel : Comte de Granval
- Renée Sylvaire : Aimée Millot